# 城巴A20線
城巴A20線是香港一條來往紅磡站及機場（地面運輸中心）的機場巴士路線，由城巴經營，提供紅磡車站、何文田、油麻地、大角咀、旺角、深水埗、長沙灣及美孚來往機場的機場巴士服務。值得留意的是A20線的第一代原為中巴於1995年至1998年營運，但機場由啟德遷往赤鱲角而停辦，城巴的A20則為第二代。
本線是7條不取道昂船洲大橋的城巴機場快線路線其中之一（另外四條為A26、A28、A29、NA29，因取道龍翔道及呈祥道來往，無法駛入昂船洲大橋，除此之外還有A21、A23、NA21），同時是唯一一條不經港珠澳大橋香港口岸的城巴機場快線。
城巴NA20線則為A20線的通宵特別班次，來往港珠澳大橋香港口岸及黃埔花園的機場巴士服務。

## 歷史
- 2017年3月20日：A20線投入服務[4]。
- 2018年7月3日：NA20線投入服務，來往機場及黃埔花園，中途途經美孚、旺角、尖沙咀及紅磡，去程開出時間為00:35；回程則為04:30[5]。
- 2018年10月25日：NA20線總站延長至港珠澳大橋香港口岸，往黃埔花園方向班次，開出時間改為0025。[6]
- 2019年9月23日：A20線來回程改經何文田及大角咀，不再途經尖沙咀及佐敦。[7]
- 2019年11月29日：取消「機場（2號客運大樓）」巴士站。[8]
- 2020年2月16日：A20線提早由機場開出的頭班車時間至10:30。[9]
- 2020年4月1日，因2019冠狀病毒病疫情持續，A20線縮減服務時間，班次減至每60分鐘一班。[10] 其後於4月22日進一步縮減服務時間[11]。同年12月28日起更暫停服務，直至2023年11月12日。[12]
- 2021年1月25日：NA20暫停服務，直至2024年2月7日。[13][14]
- 2024年4月22日：NA20線往黃埔花園方向增停長沙灣道「昌華街」站，往港珠澳大橋香港口岸方向增停彌敦道「海防道」、「寧波街」、「長沙街」及長沙灣道「興華街」站。[15]
- 2025年4月7日：每日由紅磡站開出之尾班車時間延遲至14:30，由機場開出之頭班車時間提早至12:00。

## 服務時間（詳細班次）
A20
| 每日紅磡站開               | 每日紅磡站開 | 每日紅磡站開 | 每日紅磡站開 |
| -------------------------- | ------------ | ------------ | ------------ |
| 06:30                      | 07:30        | 08:30        | 10:30        |
| 12:30                      | 14:30        |              |              |
| 每日機場（地面運輸中心）開 |              |              |              |
| 12:00                      | 14:00        | 16:00        | 18:00        |
| 20:00                      | 22:00        | 23:00        | 00:00        |

NA20
- 每晚 港珠澳大橋香港口岸開：00:25
- 每晚 黃埔花園開：04:30

## 收費
| 路線 | 全程收費                         | 分段收費 |
| ---- | -------------------------------- | --- |
| A20  | $34.6（機場員工優惠票價：$23.0） | - 青嶼幹線巴士轉乘站往機場（地面運輸中心）：$17.8 - 青嶼幹線巴士轉乘站往紅磡站：$27.3 - 葵涌交匯處往紅磡站：$8.4 |
| NA20 | $39.3（機場員工優惠票價：$29.0） | - 不設分段收費                                                                                                   |

| - 本線設有12歲以下小童及65歲或以上長者半價優惠。 - 本線不設長者及殘疾人士每程$2.0的票價優惠；12至64歲殘疾人士如使用「殘疾人士身份」個人八達通，以及60至64歲香港居民使用「樂悠咭」繳付車資，會以全費計算。 - 乘客可以現金或八達通於上車時付款，不設找續。 - 每位成人乘客可免費攜帶最多兩名4歲以下而不佔座位的兒童乘客乘車，超額之4歲以下小童必須繳付小童車費乘車。 - 九龍巴士、城巴及龍運巴士全職員工及家屬（不包括外判職員）可免費乘搭本路線，惟必須拍職員或職員家屬八達通。 - 乘客亦可使用AlipayHK「易乘碼」、支付寶、 WeChatHK／微信支付「搭車碼」、銀聯雲閃付「乘車碼」及BOC Pay「乘車碼」、具有感應式支付功能的VISA、Mastercard及銀聯卡，以及Apple Pay、Google Pay及Samsung Pay流動支付平台繳付車資。使用此支付方式的乘客可享有中途下車之分段收費，以及與其他城巴獨營路線或聯營線城巴班次之轉乘優惠，惟不適用於與非城巴路線之轉乘優惠。使用此支付方式的乘客亦不能享有「公共交通費用補貼計劃」。 |

### 預售來回車票
本線另設有來回車票$60.0（成人）／$28.0（小童及長者），適用於兩程A20/A21/A22/A23/A25往來機場車程，有效期為三個月，車票不適用於NA20線。

### 八達通轉乘優惠
乘客登上A20線後指定時間內以同一張八達通卡轉乘以下路線，或從以下路線登車後指定時間內以同一張八達通卡轉乘A20線，次程可獲車資折扣優惠：
A20↔城巴E線
- A20往機場 → E11/E11A、E21、E22/E22P/E22X或E22A往機場博覽館，次程車資全免，轉乘時限為120分鐘，於機場轉乘
- A20往機場 → E21A、E22S或E23/E23A往東涌，次程車資全免，轉乘時限為120分鐘，於青嶼幹線巴士轉乘站轉乘
- E11/E11A、E21/E21X、E21A、E22/E22P/E22X、E22A或E23/E23A往市區 → A20往紅磡站，補付首程車資與次程全程車資之差額，轉乘時限為60分鐘，於機場或青嶼幹線巴士轉乘站轉乘

A20↔R8
- A20任何方向 → R8往迪士尼樂園，次程車資全免，轉乘時限為120分鐘
- R8往青嶼幹線巴士轉乘站 → A20往紅磡站，次程可獲$5折扣優惠，轉乘時限為60分鐘
- R8往青嶼幹線巴士轉乘站 → A20往機場，次程可獲$1折扣優惠，轉乘時限為60分鐘

A20←→702
- A20往紅磡站 → 702往又一村，次程車資全免，轉乘時限為120分鐘
- 702往海麗邨 → A20往機場，回贈首程車資，轉乘時限為90分鐘

A11、A17、A21、A22、A23、A29→A20，於青嶼幹線巴士轉乘站進行轉乘
- A11、A17、A21、A22、A23、A29往市區 → A20往市區，次程免費

A20→A11、A17、A21、A22、A23、A29，於青嶼幹線巴士轉乘站進行轉乘
- A20往機場 → A11、A17、A21、A22、A23、A29往機場，次程免費

## 行車路線
A20
紅磡站開經：暢運道、都會道、紅荔道、紅磡南道、紅菱街、暢通道、溫思勞街、溫思勞街隧道、漆咸道北、仁風街、佛光街、忠孝街、佛光街、培正道、窩打老道、麗翔道、海泓道、櫻桃街、大角咀道、欅樹街、晏架街、旺角道、彌敦道、長沙灣道、荔枝角道、葵涌道、荃灣路、青荃路、青衣北岸公路、青衣西北交匯處、青嶼幹線、北大嶼山公路、機場路、暢航路、機場路、機場南交匯處及暢連路。
機場（地面運輸中心）開經：暢連路、機場南交匯處、機場路、北大嶼山公路、青嶼幹線、青衣西北交匯處、青衣北岸公路、青荃路、荃灣路、葵涌道、長沙灣道、彌敦道、旺角道、西洋菜南街、亞皆老街、櫻桃街、大角咀道、海泓道、麗翔道、窩打老道、培正道、佛光街、忠孝街、忠民街、公主道、公主道連接路、都會道、暢運道及安運道。
NA20
港珠澳大橋香港口岸開經：順匯路、赤鱲角路、東榮路、機場路、暢連路、機場（地面運輸中心）巴士總站、暢連路、機場南交匯處、機場路、北大嶼山公路、青嶼幹線、青衣西北交匯處、青衣北岸公路、青荃路、荃灣路、葵涌道、長沙灣道、彌敦道、梳士巴利道、紅磡繞道、紅磡南道、紅菱街、暢通道、機利士南路、蕪湖街、德民街及德安街。
黃埔花園開經：德康街、紅磡道、紅磡繞道、梳士巴利道、彌敦道、長沙灣道、荔枝角道、葵涌道、荃灣路、青荃路、青衣北岸公路、青衣西北交匯處、青嶼幹線、北大嶼山公路、機場路、暢航路、機場路、機場南交匯處、暢連路、航天城交匯處、赤鱲角路、順暉路及順匯路。

### 沿線車站

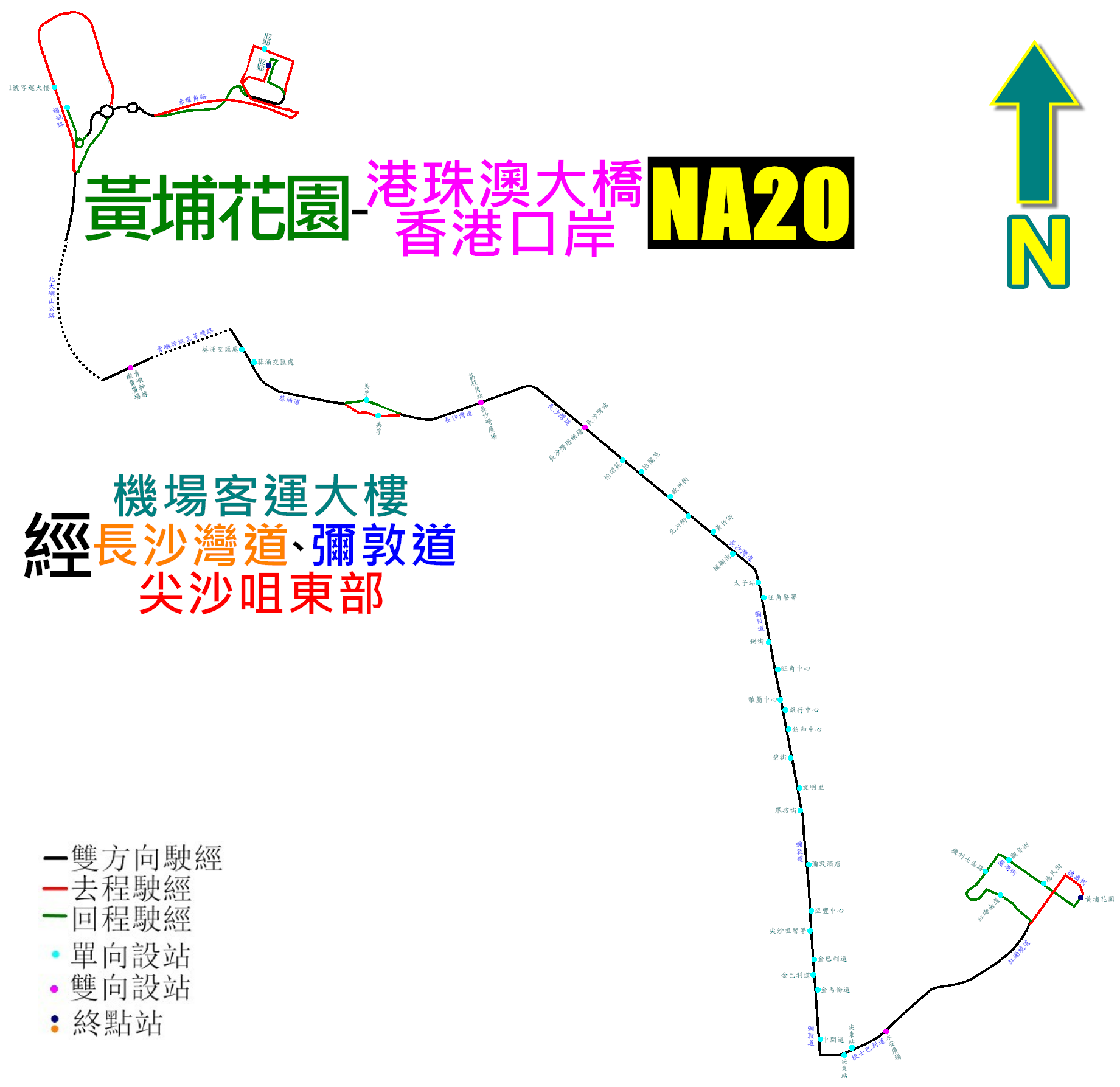
NA20線的走線圖

A20
| 紅磡站開 | 紅磡站開             | 紅磡站開                     | 機場（地面運輸中心）開 | 機場（地面運輸中心）開 | 機場（地面運輸中心）開       |
| 序號     | 車站名稱             | 位置                         | 序號                   | 車站名稱               | 位置                         |
| -------- | -------------------- | ---------------------------- | ---------------------- | ---------------------- | ---------------------------- |
| 1        | 紅磡站               | 紅磡站公共運輸交匯處         | 1                      | 機場（地面運輸中心）   | 機場（地面運輸中心）巴士總站 |
| 2        | 紅磡南道             | 紅磡南道                     | 2                      | 青嶼幹線巴士轉乘站     | 北大嶼山公路                 |
| 3        | 老龍坑街             | 溫思勞街                     | 3                      | 葵涌交匯處             | 葵涌道                       |
| 4        | 仁風街               | 佛光街                       | 4                      | 美孚                   | 長沙灣道                     |
| 5        | 何文田站             | 忠孝街                       | 5                      | 荔枝角站               | 長沙灣道                     |
| 6        | 迦密中學             | 忠孝街                       | 6                      | 長沙灣站               | 長沙灣道                     |
| 7        | 愛民邨               | 忠孝街                       | 7                      | 怡閣苑                 | 長沙灣道                     |
| 8        | 忠民街               | 忠孝街                       | 8                      | 欽州街                 | 長沙灣道                     |
| 9        | 欣圖軒               | 忠孝街                       | 9                      | 黃竹街                 | 長沙灣道                     |
| 10       | 房屋委員會總部       | 佛光街                       | 10                     | 旺角警署               | 彌敦道                       |
| 11       | 香港都會大學         | 佛光街                       | 11                     | 西洋菜南街             | 西洋菜南街                   |
| 12       | 何文田街             | 窩打老道                     | 12                     | 旺角街市               | 亞皆老街                     |
| 13       | 廣華醫院             | 窩打老道                     | 13                     | 銘基書院               | 櫻桃街                       |
| 14       | 油麻地消防局         | 窩打老道                     | 14                     | 帝柏海灣               | 櫻桃街                       |
| 15       | 上海街               | 窩打老道                     | 15                     | 富貴街                 | 大角咀道                     |
| 16       | 富榮花園             | 海泓道                       | 16                     | 海富苑                 | 海泓道                       |
| 17       | 柏景灣               | 海泓道                       | 17                     | 富榮花園               | 海泓道                       |
| 18       | 帝柏海灣             | 櫻桃街                       | 18                     | 廣東道                 | 窩打老道                     |
| 19       | 富貴街               | 大角咀道                     | 19                     | 青年會                 | 窩打老道                     |
| 20       | 櫸樹街               | 櫸樹街                       | 20                     | 廣華醫院               | 窩打老道                     |
| 21       | 旺角道               | 旺角道                       | 21                     | 勝利道                 | 窩打老道                     |
| 22       | 弼街                 | 彌敦道                       | 22                     | 培正中學               | 培正道                       |
| 23       | 太子站               | 彌敦道                       | 23                     | 何文田廣場             | 佛光街                       |
| 24       | 楓樹街               | 長沙灣道                     | 24                     | 常樂街                 | 佛光街                       |
| 25       | 北河街               | 長沙灣道                     | 25                     | 何文田站               | 忠孝街                       |
| 26       | 怡閣苑               | 長沙灣道                     | 26                     | 迦密中學               | 忠孝街                       |
| 27       | 長沙灣遊樂場         | 長沙灣道                     | 27                     | 愛民邨                 | 忠孝街                       |
| 28       | 長沙灣廣場           | 長沙灣道                     | 28                     | 忠民街                 | 忠孝街                       |
| 29       | 美孚                 | 荔枝角道                     | 29                     | 紅磡站                 | 紅磡站公共運輸交匯處         |
| 30       | 葵涌交匯處           | 葵涌道                       |                        |                        |                              |
| 31       | 青嶼幹線巴士轉乘站   | 北大嶼山公路                 |                        |                        |                              |
| 32       | 機場（1號客運大樓）  | 暢航路                       |                        |                        |                              |
| 33       | 機場（地面運輸中心） | 機場（地面運輸中心）巴士總站 |                        |                        |                              |

NA20
| 港珠澳大橋香港口岸開 | 港珠澳大橋香港口岸開 | 港珠澳大橋香港口岸開             | 黃埔花園開 | 黃埔花園開         | 黃埔花園開                       |
| 序號                 | 車站名稱             | 位置                             | 序號       | 車站名稱           | 位置                             |
| -------------------- | -------------------- | -------------------------------- | ---------- | ------------------ | -------------------------------- |
| 1                    | 港珠澳大橋香港口岸   | 港珠澳大橋香港口岸公共運輸交匯處 | 1          | 黃埔花園           | 黃埔花園公共運輸交匯處           |
| 2                    | 機場（地面運輸中心） | 機場（地面運輸中心）巴士總站     | 2          | 永安廣場           | 梳士巴利道                       |
| 3                    | 青嶼幹線巴士轉乘站   | 北大嶼山公路                     | 3          | 尖東站             | 梳士巴利道                       |
| 4                    | 葵涌交匯處           | 葵涌道                           | 4          | 海防道             | 彌敦道                           |
| 5                    | 美孚                 | 長沙灣道                         | 5          | 金巴利道           | 彌敦道                           |
| 6                    | 荔枝角站             | 長沙灣道                         | 6          | 尖沙咀警署         | 彌敦道                           |
| 7                    | 昌華街               | 長沙灣道                         | 7          | 寧波街             | 彌敦道                           |
| 8                    | 長沙灣站             | 長沙灣道                         | 8          | 眾坊街             | 彌敦道                           |
| 9                    | 怡閣苑               | 長沙灣道                         | 9          | 碧街               | 彌敦道                           |
| 10                   | 欽州街               | 長沙灣道                         | 10         | 長沙街             | 彌敦道                           |
| 11                   | 黃竹街               | 長沙灣道                         | 11         | 雅蘭中心           | 彌敦道                           |
| 12                   | 旺角警署             | 彌敦道                           | 12         | 弼街               | 彌敦道                           |
| 13                   | 旺角中心             | 彌敦道                           | 13         | 太子站             | 彌敦道                           |
| 14                   | 銀行中心             | 彌敦道                           | 14         | 楓樹街             | 長沙灣道                         |
| 15                   | 信和中心             | 彌敦道                           | 15         | 北河街             | 長沙灣道                         |
| 16                   | 文明里               | 彌敦道                           | 16         | 怡閣苑             | 長沙灣道                         |
| 17                   | 彌敦酒店             | 彌敦道                           | 17         | 長沙灣遊樂場       | 長沙灣道                         |
| 18                   | 恆豐中心             | 彌敦道                           | 18         | 興華街             | 長沙灣道                         |
| 19                   | 金巴利道             | 彌敦道                           | 19         | 長沙灣廣場         | 長沙灣道                         |
| 20                   | 金馬倫道             | 彌敦道                           | 20         | 美孚               | 荔枝角道                         |
| 21                   | 中間道               | 彌敦道                           | 21         | 葵涌交匯處         | 葵涌道                           |
| 22                   | 尖東站               | 梳士巴利道                       | 22         | 青嶼幹線巴士轉乘站 | 北大嶼山公路                     |
| 23                   | 永安廣場             | 梳士巴利道                       | 23         | 機場一號客運大樓   | 暢航路                           |
| 24                   | 紅磡南道             | 紅磡南道                         | 24         | 港珠澳大橋旅檢大樓 | 順暉路                           |
| 25                   | 機利士南路           | 機利士南路                       | 25         | 港珠澳大橋香港口岸 | 港珠澳大橋香港口岸公共運輸交匯處 |
| 26                   | 觀音街               | 蕪湖街                           |            |                    |                                  |
| 27                   | 德民街               | 德民街                           |            |                    |                                  |
| 28                   | 黃埔花園             | 黃埔花園公共運輸交匯處           |            |                    |                                  |

## 客量
A20線的密度有如A21的輔助車次，未改經何文田及大角咀前，由機場往返長沙灣道沿線明顯比E21線快捷，但往返油尖旺區行車時間卻較走線重疊的A21線稍長，也不途經港珠澳大橋香港口岸；而且班次疏落，在機場（地面運輸中心）的站位亦與兩線分開，無法有效疏導該兩線的龐大客流，客量一直偏低。
改道何文田後，使何文田及大角咀有不經東涌的機場巴士服務覆蓋，但又因走線迂迴，到達旺角後，折返大角咀，再由油麻地回何文田，時間又比E21及E21A長、價錢亦相對昂貴，加上基於班次疏落，乘客大多「見車就上」，甚少刻意等候，加上因何文田站的興建，而設置來往忠孝街與漆咸道北及蕪湖街的升降機及扶手電梯開放使用後，使從愛民邨步行到設在漆咸道北的A22來往機場或從機場回愛民邨，即使在觀音街設站的E23系也變得方便及輕鬆，使整體客量仍然維持於低水平。
未改道前，來回方向之全日最高一小時載客率為約36%。
2020年：改經何文田及大角咀後，來回方向之全日最高一小時載客率為約40%。